# 南京への道
『南京への道』（なんきんへのみち）は、朝日新聞記者（当時）本多勝一によるルポルタージュ作品である。

南京事件など日中戦争における日本軍の戦争犯罪を中国側の視点から掘り起こすことを目的として、1983年11月から12月まで上海・南京周辺で取材、朝日ジャーナル誌上で『南京への旅』として1984年4月号から10月号まで連載した。1987年、朝日新聞社から単行本『南京への道』として刊行された。

## 出版の経緯

### 取材目的
日中戦争の杭州湾上陸から上海・南京に至る日本軍の進軍の道をたどり、日本軍の戦争犯罪について現地の生存者に取材することを目的とした。また、南京戦と同じ冬季に取材することに拘ったという。

### 出版までの経緯
本多によれば、1971年の『中国の旅』の発表後にこの取材を思いついていたが国際状況等により実現しなかった。具体化したのは1982年の教科書問題の影響があってのことかもしれない、と述べている。1983年11月25日から12月27日にかけて中国で取材を行い、『朝日ジャーナル』1984年4月13日号から10月5日号まで『南京への道』と題して約半年間連載、1987年に朝日新聞社より単行本『南京への道』が刊行された。当初は約3000枚の大著として刊行することを計画していたという。1989年には朝日文庫版が刊行された。
『南京への道』の第一次取材の後、1984年3月に本多、洞富雄、藤原彰らにより「南京事件調査研究会」（洞富雄代表）が発足。中国側の南京市歴史学会の協力による会の第一次現地調査（1984年、団長・洞富雄）・第二次現地調査（1987年、団長・藤原彰）に本多も参加した。調査結果をもとに、南京大虐殺の否定論や少数論に対する反論として『南京事件を考える』（1987年）『南京大虐殺の現場へ』（1988年）が刊行された。1997年、これらに寄稿したものや取材結果を合わせて『南京への道』を加筆し『本多勝一集23 南京大虐殺』が刊行された。

## 内容

### 『南京への道』
戦争犯罪の現場を訪れ、生存者から直接話を聞くという形式で、略奪・強姦・殺害などの生々しい証言が多く語られる。また、『三光』など日本兵による手記、石川達三の小説『生きている兵隊』なども引用される。前作『中国の旅』では中国当局による取材協力の様子を詳しく記述しているが『南京への道』では詳細は伏せている。
『南京への道』朝日ノンフィクション（1987年）

目次

- 「日本軍百万杭州北岸に上陸」
- 「我陸軍愈上海に上陸」
- 「蘇州城つひに陥落」
- 「皇軍無錫を占拠す」
- 「常州城頭に日章旗」
- 「句容を抜き一路驀進」
- 「鎮江県城占拠」
- 「百人斬り“超記録”」
- 「皇軍一斉南京城に殺到」
- 「大殱滅戦展開さる」
- 「平和立帰る南京」

『南京への道』朝日文庫（1989年）

目次

- 「日本軍百万杭州北岸に上陸」
- 「我陸軍愈上海に上陸」
- 「蘇州城つひに陥落」
- 「皇軍無錫を占拠す」
- 「常州城頭に日章旗」
- 「句容を抜き一路驀進」
- 「鎮江県城占拠」
- 「百人斬り“超記録”」
- 「皇軍一斉南京城に殺到」
- 「大殱滅戦展開さる」
- 「平和立帰る南京」

解説 藤原彰

### 『南京大虐殺』
全集への掲載のため『南京への道』に加筆・改題したもの。

『南京大虐殺』本多勝一集23（1997年）

目次

- 第一章「日本軍百万 杭州北岸に上陸」
- 第二章「我陸軍愈上海に上陸」
- 第三章「六五連隊でも戦死者約五百余、戦傷者一千程」[注釈 1]
- 第四章「嘉興の敗敵猛追」[注釈 1]
- 第五章「蘇州城つひに陥落」
- 第六章「皇軍 無錫を占拠す」
- 第七章「戦禍のいかに惨めなるか」[注釈 1]
- 第八章「湖州城内に殺到」[注釈 1]
- 第九章「長興も陥落す」「広徳も」「蕪湖も」[注釈 1]
- 第一〇章「常州城頭に日章旗」
- 第一一章「句容を抜き一路驀進」
- 第一二章「鎮江県城占拠」
- 第一三章「百人斬り“超記録”」
- 第一四章「皇軍一斉南京城に殺到」
- 第一五章「南京の死命完全に制す」[注釈 1]
- 第一六章「大殱滅戦展開さる」
- 第一七章 数人単位から数十人以上の組織的虐殺[注釈 1]
- 第一八章 数百人単位の組織的虐殺[注釈 1]
- 第一九章 約二〇〇〇人の組織的虐殺[注釈 1]
- 第二〇章 三、四千人の組織的虐殺[注釈 1]
- 第二一章 約一万人の集団虐殺現場[注釈 1]
- 第二二章 二万人前後の集団虐殺現場[注釈 1]
- 第二三章 瀋錫恩さんの体験[注釈 1]
- 第二四章「平和立帰る南京」
- 第二五章「日本人民との友好関係は子々孫々まで」[注釈 1]